# St. Andreas (Westernach)

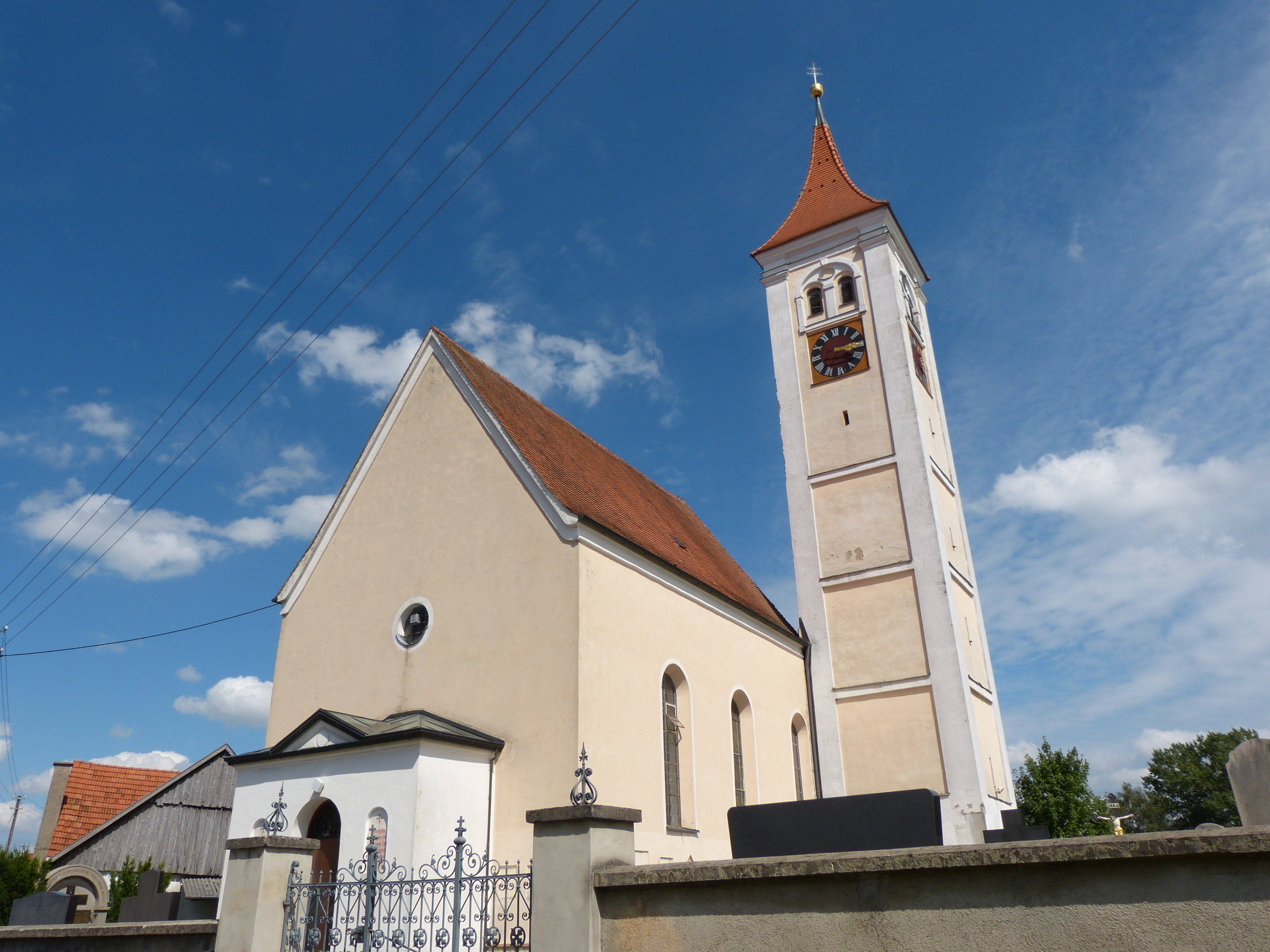
St. Andreas in Westernach

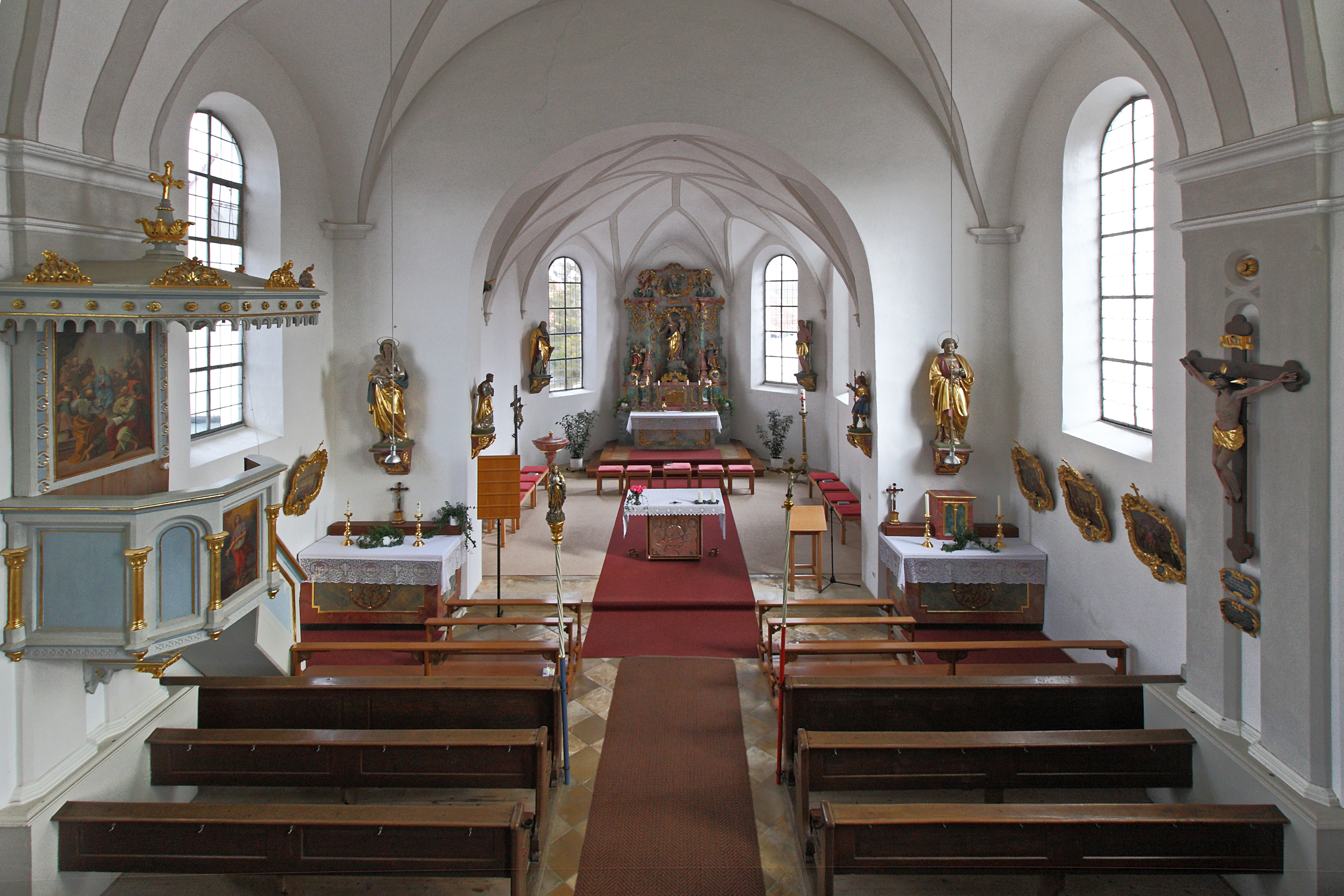
Innenraum

Die römisch-katholische Pfarrkirche St. Andreas steht in Westernach, einem Stadtteil der von Mindelheim im schwäbischen Landkreis Unterallgäu in Bayern. Das Bauwerk ist in der Liste der Baudenkmäler in Mindelheim als Baudenkmal unter der Nr. D-7-78-173-181 eingetragen. Die Pfarrei gehört zum Dekanat Mindelheim des Bistums Augsburg.

## Beschreibung
Die Saalkirche besteht aus einem Langhaus, einem Kirchturm an der Südostecke und einem eingezogenen, spätgotischen Chor im Osten. Der Turm mit geschwungenem  Pyramidendach steht auf einem rechteckigen Grundriss; er wurde wie das Langhaus 1666 errichtet. Der Chor stammt aus der Zeit um 1500. Im obersten Geschoss des Kirchturms sind Glockenstuhl und Turmuhr eingebaut. 
Der Innenraum des Langhauses ist mit einem Stichkappengewölbe überspannt, dessen Gewölberippen auf Pilastern aufsitzen. Der um 1753 gebaute Hochaltar wird von den Statuen des heiligen Joachim und der heiligen Anna flankiert. Zentrales Bild ist eine große Statue der Muttergottes mit Jesuskind. Der Altar wurde 1965 aus der benachbarten Kapelle übernommen. In einem 1911 von Leonhard Thoma geschaffenen Gemälde an der Brüstung der Kanzel ist Jesus als Sämann dargestellt. Das Gemälde an der Rückwand der Kanzel zeigt die Ausgießung des Heiligen Geistes an Pfingsten auf die versammelten Apostel und Maria. (Apg 2,1–41 )